# 竹内敦志
竹内 敦志（たけうち あつし、男性、1965年4月3日 - ）は、日本のアニメーター・メカニックデザイナー。Production I.G所属。福岡県出身。

## 経歴・人物
メカニックデザイナーを志し、アニメーション業界入り。
『機動警察パトレイバー the Movie』に参加した際、そのメカ描写とレイアウトの能力の高さが押井守の目に留まり、以後、押井作品の主要スタッフとなる。
近年では、作画やメカニックデザインに留まらず、演出の分野にも活動の場を広げている。
テレビシリーズ「スター・ウォーズ/クローン・ウォーズ」で、日本人として初めて「スター・ウォーズ」シリーズの監督およびメカニックデザインの一部を務めた。

## 参加作品
- 1986年 『マシンロボ クロノスの大逆襲』 13話原画
- 1987年 『バブルガムクライシス』 第4話作監協力
- 1988年 『冥王計画ゼオライマー』 原画
- 1988年 『トップをねらえ!』 原画
- 1989年 『機動警察パトレイバー the Movie』 原画
- 1989年 『レア・ガルフォース』 メカニック作画監督
- 1990年 『ソル・ビアンカ』 メカニックデザイン・作画監督・原画
- 1990年 『冒険!イクサー3』 原画
- 1990年 『ふしぎの海のナディア』 5話原画
- 1991年 『ソル・ビアンカ2』 メカニックデザイン・プロダクションデザイン・作画監督・原画
- 1991年 『魍魎戦記MADARA』 原画
- 1991年 『DETONATORオーガン』 第1.2話原画
- 1991年 『劇場版サイレントメビウス』 作監補佐
- 1991年 『BURN-UP』 原画
- 1991年 『ドラゴンクエスト ダイの大冒険』 原画
- 1992年 『天外魔境II 卍MARU』 アニメーションパート原画
- 1992年 『ジャイアントロボ THE ANIMATION -地球が静止する日』 原画
- 1992年 『劇場版サイレントメビウス2』 原画
- 1992年 『BASTARD!! -暗黒の破壊神-』 原画
- 1993年 『機動警察パトレイバー 2 the Movie』 レイアウト・原画
- 1993年 『ジェノサイバー』 1話原画
- 1994年 『BOUNTY DOG/月面のイブ』 メカニックデザイン・美術設定
- 1994年 『爆炎CAMPUSガードレス』 原画
- 1994年 『KEY THE METAL IDOL』 原画
- 1995年 『GHOST IN THE SHELL / 攻殻機動隊』 メカニックデザイン・原画・レイアウト
- 1995年 『YAMATO2520』 メカニックデザイン
- 1995年 『天地無用! 魎皇鬼』 コンセプトデザイン
- 1995年 『アミテージ・ザ・サード』 デザインワークス
- 1995年 『SMガールズ　セイバーマリオネットR』 設定スーパーバイザー
- 1995年 『MDガイストII　～DEATH FORCE～』 原画
- 1996年 『OVA版パンツァードラグーン』 キャラクター、メカ設定・作画監督
- 1996年 『シティーハンター ザ・シークレット・サービス』 原画
- 1998年 『サクラ大戦2 〜君、死にたもうことなかれ〜』 OP絵コンテ
- 1998年 『アンドロメディア』 CGデザイン
- 1999年 『太陽の船 ソルビアンカ』 ソルビアンカデザイン
- 1999年 『エースコンバット3 エレクトロスフィア』 メカニックデザイン・アニメパート作画監督、絵コンテ
- 1999年 『アキハバラ電脳組 2011年の夏休み』 作画監督補佐
- 2000年 『ああっ女神さまっ　AH! MY GODDESS』 コンセプトデザイン
- 2000年 『G.R.M. THE RECORD OF GARM WAR（ガルム戦記）』 メカニックデザイン（凍結）
- 2000年 『女神候補生』 6話原画
- 2001年 『アヴァロン』 メカニックデザイン
- 2001年 『サクラ大戦3 〜巴里は燃えているか〜』 OP絵コンテ・演出
- 2001年 『サクラ大戦 活動写真』 メカニックデザイン・3Dモーション監修・絵コンテ
- 2003年 『魁!!クロマティ高校』 メカニックデザイン
- 2004年 『イノセンス』 メカニックデザイン・レイアウト・原画
- 2004年 『押井守・映像機械論 【メカフィリア】』 （押井守 共著）
- 2004年 『APPLESEED』多脚砲台デザイン
- 2004年 『この醜くも美しい世界』 1話原画
- 2005年 『テニスの王子様 -二人のサムライThe First Game-』 原画
- 2005年 『IGPX』 メカニックデザイン・3D特技監督・第21話絵コンテ・1話原画
- 2005年 『戦闘妖精雪風』 3D特技監督
- 2006年 『機神咆吼デモンベイン』 原画
- 2007年 『ロケットガール』 メカニックデザイン
- 2007年 『REIDEEN』 メカニックデザイン・REIDEEN変形バンク・第26話絵コンテ、作画監督、原画
- 2007年 『BLUE DROP 〜天使達の戯曲〜』 戦艦BLUEデザイン
- 2007年 『EX MACHINA』 絵コンテ
- 2007年 『ワンダバキッス』 監督（「アニ＊クリ15」参加作）
- 2007年 『ベクシル 2077日本鎖国』 メカデザイン
- 2008年 『RD 潜脳調査室』 フューチャービジュアリスト
- 2008年 『ミライノチカラ』 挿絵
- 2008年 『バトルスピリッツ』 カードイラストレーション
- 2008年 『スカイ・クロラ The Sky Crawlers』　メカニックデザイン・CGIパート絵コンテ・原画
- 2008年 『バトルスピリッツ 少年突破バシン』 スピリットデザイン
- 2008年 『スター・ウォーズ/クローン・ウォーズ（TV版）』 シーズン1　第10話「Lair of Grievous」/邦題「グリーヴァスのアジト」 監督・絵コンテ・グリーヴァス将軍デザイン
- 2009年 『シャングリ・ラ』 第13話絵コンテ
- 2009年 『ホッタラケの島 〜遥と魔法の鏡〜』ヴィークルデザイン
- 2010年 『東のエデン 劇場版II Paradise Lost』 原画
- 2010年 『戦国BASARA弐』 12話原画
- 2011年 『劇場版 マクロスF 〜サヨナラノツバサ〜』 絵コンテ
- 2011年 『劇場版 戦国BASARA -The Last Party-』 富嶽デザイン
- 2011年 『APPLESEED XIII』 メカニックデザイン
- 2011年 『ギルティクラウン』 メカニックデザイン
- 2012年 『間の楔』（第2期）  コンセプチュアルアート
- 2012年 『ももへの手紙』 原画
- 2012年 『ヱヴァンゲリヲン新劇場版:Q』 原画
- 2013年 『キャプテンハーロック』 メカニックデザイン
- 2013年 『攻殻機動隊ARISE』  「border:2 Ghost Wispers」監督・絵コンテ
- 2015年 『日本アニメ（ーター）見本市　evangelion:Another Impact（Confidential）』　Another Eva デザイン
- 2015年 『GARM WARS The Last Druid』　メカニックデザイン・絵コンテ
- 2016年 『ジョーカー・ゲーム』　絵コンテ
- 2016年 『CYBORG009 CALL OF JUSTICE』 メカニックデザイン
- 2017年『ひるね姫 〜知らないワタシの物語〜』エフェクト作画監督
- 2017年『魔法陣グルグル』 24話原画